# Ensifera ensifera
Il colibrì becco a spada o colibrì spadaccino (Ensifera ensifera Boissonneau, 1839) è un  uccello della famiglia dei Trochilidae, unica specie del genere Ensifera.

## Descrizione

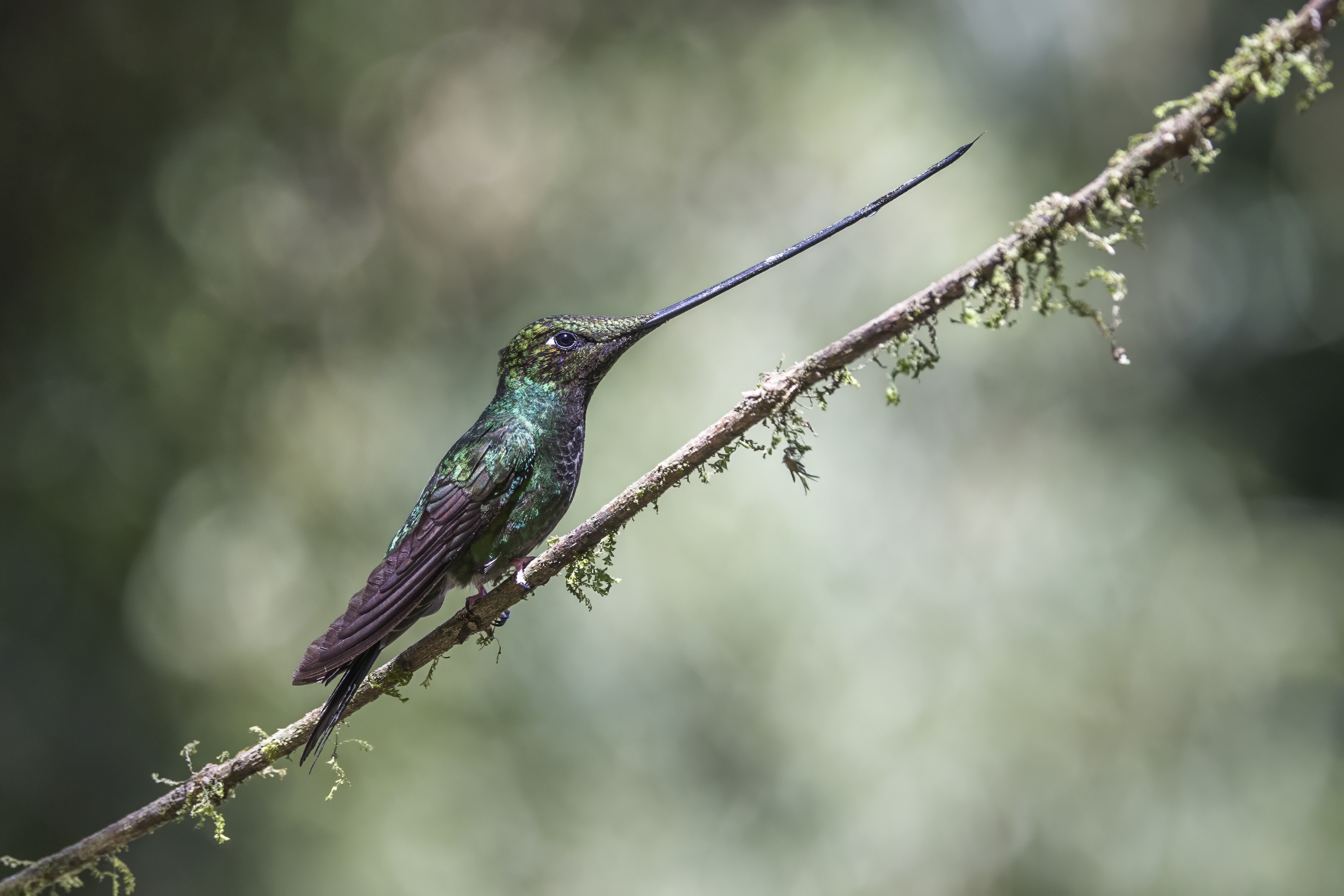
Esemplare di colibrì becco a spada posato.

È l'unico uccello al mondo che possiede un becco più lungo del corpo (esclusa la coda). Infatti la "spada" è lunga fino a 12 centimetri, mentre il corpo misura solo tra i 6 e i 12 centimetri, per una lunghezza complessiva di 17-23 centimetri. Il peso si aggira sui 12 o 15 grammi.
Il piumaggio è verde scuro, con il capo tendente al bruno e la gola al blu, la coda quasi nera e le ali di color verde acqua o leggermente più scure. La femmina si differenzia nel colore delle ali, quasi brune, nel capo marrone, nella zona subito oltre l'attaccatura delle ali che è verdino-giallastra e nelle macchie bianche sulle parti inferiori del corpo. Entrambi hanno una piccola macchia bianca dietro l'occhio.
Le ali sono lunghe e appuntite; la coda è profondamente forcuta; il becco sottile e nero con riflessi bluastri.

## Distribuzione e habitat
Vive nel Sud America nord-occidentale e occidentale, lungo la Cordigliera delle Ande, dal Venezuela, passando per Colombia, Ecuador, Perù, fino alla Bolivia.
Frequenta le foreste montane umide e semiumide tra i 1700 e i 3500 metri di altezza, fino alla soglia dei ghiacci, nella zona arbustiva chiamata páramo. Lo si incontra talvolta ai margini della foresta tropicale e lungo le vallate andine.

## Biologia
È un uccello stanziale, talmente legato al proprio territorio da visitare regolarmente le stesse piante, invece di difenderle come altre specie. Ricorda perfettamente la posizione delle piante e segue un percorso abituale, in questo modo si nutre e allo stesso tempo permette al nettare di riformarsi. Quando riposa tende a tenere il lungo becco in posizione verticale per diminuire le tensioni sul collo. Possiede un senso dell'udito molto sviluppato.

### Alimentazione
Si nutre quasi esclusivamente di nettare che ricava da piante del genere Datura, Fuchsia, Passiflora e Tacsonia, tutti fiori con corolle pendenti. Infatti succhia il nettare stando in posizione quasi verticale e infilando il becco nella corolla. Mangia anche insetti che cattura in volo con il becco aperto.

### Riproduzione
Il periodo riproduttivo comincia in primavera. La femmina costruisce un nido a forma di coppa sugli alberi o sugli arbusti, tra le radici delle epifite, con l'aiuto del maschio. La femmina depone in media due uova che difende ferocemente insieme al maschio, lanciandosi in picchiata su ogni intruso, compreso l'uomo.